# Annona symphyocarpa
Annona symphyocarpa là loài thực vật có hoa thuộc họ Na. Loài này được Sandwith mô tả khoa học đầu tiên năm 1930.